# A Riverdale szereplőinek listája
Ez a lap a Riverdale című amerikai televíziós sorozat karaktereit tartalmazza.

## Áttekintés
| Színész                     | Karakter                     | Riverdale   | Riverdale   | Riverdale   | Riverdale   | Riverdale         | Riverdale   |
| Színész                     | Karakter                     | 1           | 2           | 3           | 4           | 5                 | 6           |
| Főszereplők                 | Főszereplők                  | Főszereplők | Főszereplők | Főszereplők | Főszereplők | Főszereplők       | Főszereplők |
| --------------------------- | ---------------------------- | ----------- | ----------- | ----------- | ----------- | ----------------- | ----------- |
| KJ Apa                      | Archie Andrews               | Főszereplő  | Főszereplő  | Főszereplő  | Főszereplő  | Főszereplő        | Főszereplő  |
| Lili Reinhart               | Betty Cooper                 | Főszereplő  | Főszereplő  | Főszereplő  | Főszereplő  | Főszereplő        | Főszereplő  |
| Camila Mendes               | Veronica Lodge               | Főszereplő  | Főszereplő  | Főszereplő  | Főszereplő  | Főszereplő        | Főszereplő  |
| Cole Sprouse                | Jughead Jones                | Főszereplő  | Főszereplő  | Főszereplő  | Főszereplő  | Főszereplő        | Főszereplő  |
| Marisol Nichols             | Hermione Lodge               | Főszereplő  | Főszereplő  | Főszereplő  | Főszereplő  | Főszereplő        |             |
| Madelaine Petsch            | Cheryl Blossom               | Főszereplő  | Főszereplő  | Főszereplő  | Főszereplő  | Főszereplő        | Főszereplő  |
| Mädchen Amick               | Alice Cooper                 | Főszereplő  | Főszereplő  | Főszereplő  | Főszereplő  | Főszereplő        | Főszereplő  |
| Mark Consuelos              | Hiram Lodge                  |             | Főszereplő  | Főszereplő  | Főszereplő  | Főszereplő        |             |
| Casey Cott                  | Kevin Keller                 | Visszatérő  | Főszereplő  | Főszereplő  | Főszereplő  | Főszereplő        | Főszereplő  |
| Skeet Ulrich                | F. P. Jones                  | Visszatérő  | Főszereplő  | Főszereplő  | Főszereplő  | Főszereplő        |             |
| Ross Butler                 | Reggie Mantle                | Visszatérő  |             |             |             |                   |             |
| Charles Melton              | Reggie Mantle                |             | Visszatérő  | Főszereplő  | Főszereplő  | Főszereplő        | Főszereplő  |
| Vanessa Morgan              | Toni Topaz                   |             | Visszatérő  | Főszereplő  | Főszereplő  | Főszereplő        | Főszereplő  |
| Drew Ray Tanner             | Agyar Fogarty                |             | Visszatérő  | Visszatérő  | Visszatérő  | Főszereplő        | Főszereplő  |
| Erinn Westbrook             | Tabitha Tate                 |             |             |             |             | Főszereplő        | Főszereplő  |
| Ashleigh Murray             | Josie McCoy                  | Főszereplő  | Főszereplő  | Főszereplő  | Főszereplő  | Különleges vendég |             |
| Luke Perry                  | Fred Andrews                 | Főszereplő  | Főszereplő  | Főszereplő  |             |                   |             |
| Mellékszereplők             |                              |             |             |             |             |                   |             |
| Molly Ringwald              | Mary Andrews                 | Visszatérő  | Visszatérő  | Visszatérő  | Visszatérő  | Visszatérő        |             |
| Martin Cummins              | Tom Keller                   | Visszatérő  | Visszatérő  | Visszatérő  | Visszatérő  | Visszatérő        |             |
| Nathalie Boltt              | Penelope Blossom             | Visszatérő  | Visszatérő  | Visszatérő  | Visszatérő  | Visszatérő        |             |
| Tiera Skovbye               | Polly Cooper                 | Visszatérő  | Visszatérő  | Visszatérő  | Visszatérő  | Visszatérő        |             |
| Alvin Sanders               | Pop Tate                     | Visszatérő  | Visszatérő  | Visszatérő  | Visszatérő  | Visszatérő        | Vendég      |
| Cody Kearsley               | Moose Mason                  | Visszatérő  | Visszatérő  | Visszatérő  | Visszatérő  | Vendég            |             |
| Peter James Bryant          | Waldo Weatherbee             | Visszatérő  | Visszatérő  | Visszatérő  | Vendég      | Visszatérő        |             |
| Lochlyn Munro               | Hal Cooper                   | Visszatérő  | Visszatérő  | Visszatérő  | Vendég      | Vendég            |             |
| Robin Givens                | Sierra McCoy                 | Visszatérő  | Visszatérő  | Visszatérő  | Vendég      | Vendég            |             |
| Shannon Purser              | Ethel Muggs                  | Visszatérő  | Visszatérő  | Visszatérő  | Vendég      |                   |             |
| Major Curda                 | Dilton Doiley                | Visszatérő  | Visszatérő  | Vendég      |             |                   |             |
| Asha Bromfield              | Melody Valentine             | Visszatérő  | Visszatérő  |             |             | Vendég            |             |
| Hayley Law                  | Valerie Brown                | Visszatérő  | Visszatérő  |             |             | Vendég            |             |
| Jordan Calloway             | Chuck Clayton                | Visszatérő  | Visszatérő  |             |             |                   |             |
| Tom McBeath                 | Smithers                     | Visszatérő  | Vendég      | Vendég      | Vendég      | Visszatérő        |             |
| Trevor Stines               | Jason Blossom                | Visszatérő  | Vendég      | Vendég      | Visszatérő  | Vendég            |             |
| Barclay Hope                | Clifford Blossom             | Visszatérő  | Vendég      |             | Vendég      |                   |             |
| Barclay Hope                | Claudius Blossom             |             | Visszatérő  | Visszatérő  |             |                   |             |
| Rob Raco                    | Joaquin DeSantos             | Visszatérő  | Vendég      | Visszatérő  |             |                   |             |
| Colin Lawrence              | Floyd Clayton                | Visszatérő  | Vendég      |             | Vendég      |                   |             |
| Sarah Habel                 | Geraldine Grundy             | Visszatérő  | Vendég      |             |             |                   |             |
| Caitlin Mitchell-Markovitch | Ginger Lopez                 | Visszatérő  |             |             |             |                   |             |
| Olivia Ryan Stern           | Tina Patel                   | Visszatérő  |             |             |             |                   |             |
| Barbara Wallace             | Rose Blossom                 | Vendég      | Visszatérő  | Visszatérő  | Visszatérő  | Visszatérő        | Vendég      |
| Moses Thiessen              | Ben Button                   | Vendég      | Visszatérő  | Vendég      | Vendég      |                   |             |
| Scott Mcneil                | Colos                        | Vendég      | Visszatérő  | Vendég      |             |                   |             |
| Jordan Connor               | Cukorborsó                   |             | Visszatérő  | Visszatérő  | Visszatérő  | Visszatérő        |             |
| Brit Morgan                 | Penny Peabody                |             | Visszatérő  | Visszatérő  |             |                   |             |
| Beverley Breuer             | Woodhouse nővér              |             | Visszatérő  | Visszatérő  |             |                   |             |
| Henderson Wade              | Michael Minetta              |             | Visszatérő  | Visszatérő  |             |                   |             |
| Hart Denton                 | Chic                         |             | Visszatérő  | Vendég      | Vendég      | Vendég            |             |
| Graham Phillips             | Nick St. Clair               |             | Visszatérő  |             | Vendég      |                   |             |
| Emilija Baranac             | Midge Klump                  |             | Visszatérő  | Vendég      |             |                   |             |
| Tommy Martinez              | Malachai                     |             | Visszatérő  | Vendég      |             |                   |             |
| Stephan Miers               | Andre                        |             | Visszatérő  |             |             |                   |             |
| Cameron McDonald            | Joseph Svenson               |             | Visszatérő  |             |             |                   |             |
| John Behlmann               | Arthur Adams                 |             | Visszatérő  |             |             |                   |             |
| Julian Haig                 | Elio Grande                  |             | Vendég      | Visszatérő  |             |                   |             |
| Trinity Likins              | Jellybean Jones              |             |             | Visszatérő  | Visszatérő  | Visszatérő        |             |
| Nikolai Witschl             | Dr. Curdle Jr.               |             |             | Visszatérő  | Visszatérő  | Visszatérő        |             |
| Bernadette Beck             | Peaches 'N Cream             |             |             | Visszatérő  | Visszatérő  | Vendég            |             |
| Zoé De Grand Maison         | Evelyn Evernever             |             |             | Visszatérő  | Visszatérő  | Vendég            |             |
| Brittany Willacy            | Laura                        |             |             | Visszatérő  | Visszatérő  |                   |             |
| Eli Goree                   | Munroe "Veszett kutya" Moore |             |             | Visszatérő  | Visszatérő  |                   |             |
| Chad Michael Murray         | Edgar Evernever              |             |             | Visszatérő  | Vendég      |                   |             |
| Gina Gershon                | Gladys Jones                 |             |             | Visszatérő  |             |                   |             |
| William MacDonald           | Warden Norton                |             |             | Visszatérő  |             |                   |             |
| Link Baker                  | Golightly százados           |             |             | Visszatérő  |             |                   |             |
| Jonathan Whitesell          | Kurtz                        |             |             | Visszatérő  |             |                   |             |
| Nico Bustamante             | Ricky DeSantos               |             |             | Visszatérő  |             |                   |             |
| Marion Eisman               | Doris Bell                   | Vendég      | Vendég      | Vendég      | Visszatérő  | Visszatérő        |             |
| Wyatt Nash                  | Charles Smith                |             |             | Vendég      | Visszatérő  | Visszatérő        |             |
| Ryan Robbins                | Frank Andrews                |             |             |             | Visszatérő  | Visszatérő        |             |
| Sean Depner                 | Bret Weston Wallis           |             |             |             | Visszatérő  | Vendég            |             |
| Sarah Desjardins            | Donna Sweett                 |             |             |             | Visszatérő  | Vendég            |             |
| Juan Riedinger              | Dodger                       |             |             |             | Visszatérő  |                   |             |
| Mishel Prada                | Hermosa Lodge                |             |             |             | Visszatérő  | Vendég            |             |
| Sam Witwer                  | Mr. Chipping                 |             |             |             | Visszatérő  |                   |             |
| Alex Barima                 | Johnathan                    |             |             |             | Visszatérő  |                   |             |
| Doralynn Mui                | Joan Berkeley                |             |             |             | Visszatérő  |                   |             |
| Kerr Smith                  | Mr. Honey                    |             |             |             | Visszatérő  |                   |             |
| Malcolm Stewart             | Francis Dupont               |             |             |             | Visszatérő  |                   |             |
| Timothy Webber              | Forsythe Pendleton Jones I   |             |             |             | Visszatérő  |                   |             |
| Sommer Carbuccia            | Eric Jackson                 |             |             |             |             | Visszatérő        |             |
| Greyston Holt               | Glen Scot                    |             |             |             |             | Visszatérő        |             |
| Chris Mason                 | Chad Gekko                   |             |             |             |             | Visszatérő        |             |
| Adeline Rudolph             | Minerva Marble               |             |             |             |             | Visszatérő        |             |
| Phoebe Miu                  | Jessica                      |             |             |             |             | Visszatérő        |             |
| Kyra Leroux                 | Britta Beach                 |             |             |             |             | Visszatérő        |             |
| John Prowse                 | Old Man Dreyfus              |             |             |             |             | Visszatérő        |             |

Jegyzet